# Maladrerie de Lille
La Maladrerie de Lille ou Léproserie de Lille est créée en 1233 par la Comtesse Jeanne, parmi d’autres fondations charitables, pour accueillir les bourgeois de Lille (environ 600 familles soit de 10 à 12 % de la population lilloise) et leurs enfants atteints de la lèpre. Les étrangers n’y étaient admis qu’en l’absence de malade bourgeois et moyennant paiement. Les étrangers (non bourgeois de Lille) disposaient d’autres maladreries situées faubourg de Courtrai et à Canteleu.

## Situation
La léproserie était  située hors la ville sur le territoire de la paroisse de Wazemmes en bordure du chemin d’Arras en face de l’hôpital Saint-Sauveur de l’autre côté de l’enceinte s'étendant de l’emplacement du boulevard Louis XIV jusqu’à celui de la gare Saint-Sauveur où était sa chapelle.
L’agglomération  qui s’étendait autour de la maladrerie en bordure du fossé de l’enceinte de l’emplacement de l’actuel boulevard Louis XIV jusqu’aux rues d’Arras et de Douai était nommée faubourg des Malades. La chapelle de la léproserie tenait lieu d’église paroissiale aux habitants du faubourg, celle de Wazemmes étant éloignée.
La porte de l’enceinte du  XIIIe siècle qui y conduit, l’actuelle porte de Paris, prenait le nom de porte des Malades ainsi que la rue qui y conduit, l’actuelle rue Pierre-Mauroy, celui de rue des Malades.

## Description
La léproserie comportait plusieurs maisons séparées reliées par des galeries pour les lépreux, d’autres pour les soignants, une chapelle, un cimetière, une ferme avec des étables à vaches et une porcherie, l’ensemble s’étendant sur un terrain de 5 hectares clôturé d’un mur.
Les  lépreux vivaient dans l’isolement et étaient interdits de fréquenter les lieux extérieurs.

## Financement
La léproserie appartenait au magistrat de Lille (administration municipale). Elle était financée par une taxe sur le charbon et par les revenus de son patrimoine comportant des maisons à Lille et plusieurs fermes aux environs de Lille, la plus importante étant la ferme de la maladrerie à Bersée.

## Démolition
La maladrerie est démolie en 1658 pour l’extension des fortifications. Ses matériaux furent utilisés pour la construction du bastion de la Noble Tour. Les biens de la léproserie furent remis à l’hôpital Saint-Sauveur.

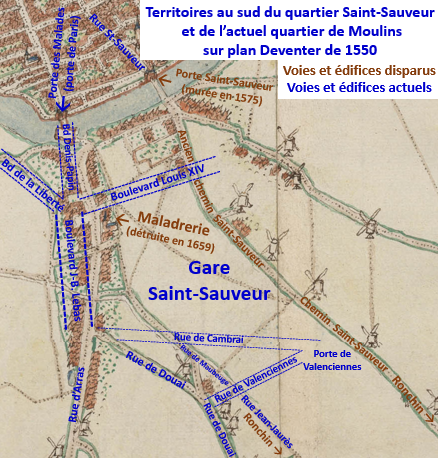
Emplacement de la léproserie vers 1560 sur plan Deventer